# Vladimir Orlov-Davydov
Le comte Vladimir Vladimirovitch Orlov-Davydov (en russe : Владимир Владимирович Орлов-Давыдов), né en 1837 et mort le 7 avril 1870, est un aristocrate et général russe qui participa à la Guerre du Caucase et qui fut gouverneur de Simbirsk.

## Biographie
Fils du ministre Vladimir Petrovitch Orlov-Davydov, Vladimir Orlov-Davydov est baptisé en la cathédrale Saint-Isaac avec son frère jumeau Anatole le 16 novembre 1837. Il reçoit une éducation à demeure soignée. Il est aspirant en 1855 au prestigieux régiment des chevaliers-gardes à la 4e division. Il est nommé cornette quelques mois plus tard et envoyé au Caucase, où il doit combattre les montagnards insurgés. Il est nommé lieutenant en 1859 et il sert au haut commandement de l’armée du Caucase qui est sous les ordres du prince Bariatinski (1815-1879). Il reçoit l’Ordre de Sainte-Anne de 3e classe avec ruban et épées pour sa participation à la prise de Gounib. Il est élevé au rang de capitaine en 1860 et commande le 20e bataillon de tirailleurs du 3e régiment. Ses troupes combattent avec succès les montagnards et il reçoit donc l’Ordre de Saint-Stanislas de 3e classe avec ruban et épées, mais il est sévèrement blessé au siège du village de Benaïa, le 27 septembre 1860.
Orlov-Davydov retourne au régiment des chevaliers-gardes en 1861, en qualité de capitaine de cavalerie et d’aide-de-camp à l’état-major de l’armée du Caucase. Il est muté en 1863, en tant que lieutenant-colonel, au régiment d’infanterie de Kabardie. L’année suivante, il est Flügeladjutant, c’est-à-dire aide-de-camp à la suite de Sa Majesté Impériale et envoyé comme messager à Londres. Il revient en Russie en 1865. Il se rend dans le gouvernement de Voronej, afin d’organiser le recrutement à plusieurs reprises, et il est envoyé dans le Caucase auprès du grand-duc Michel. Le comte Orlov-Davydov est nommé major-général à la Suite de Sa Majesté Impériale, le 6 décembre 1866, puis gouverneur civil et militaire de Simbirsk. Il doit faire reconstruire la ville, après l’incendie de 1864, installer des canalisations, ouvrir des écoles. Son père, le comte Vladimir Petrovitch Orlov-Davydov, offre 200 000 roubles, pour ouvrir après la mort de son fils une école professionnelle à son nom en 1871. Vladimir Vladimirovitch est envoyé en octobre 1868 au ministère de l’Intérieur, à Saint-Pétersbourg tout en étant à la suite de SMI.
Il meurt à Corfou, le 7 avril 1870.

## Hommages
- En 1873, l'un des jardins publics de Simbirsk est baptisé de son nom (de 1919 à 2010, il porte le nom de parc central Sverdlov).

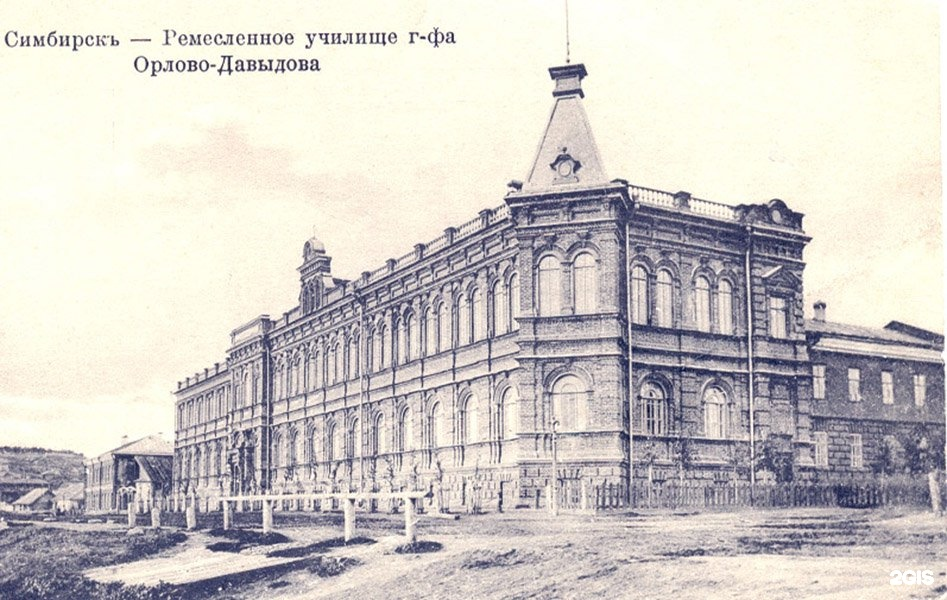
École professionnelle Comte-Orlov-Davydov.

- En 1882, l'école professionnelle de Simbirsk prend son nom[2].
- Le 13 novembre 2012, une plaque mémorielle est inaugurée dans le parc Vladimir d'Oulianovsk en l'honneur du 175e anniversaire de naissance du gouverneur Orlov-Davydov[3].